# Transports Intercommunaux Provence-Alpes Agglomération
Le réseau de bus Transports Intercommunaux Provence-Alpes Agglomération est le réseau de transport de l'intercommunalité Provence-Alpes Agglomération.

## Lignes du réseau

### Présentation
Le réseau de transport urbain Provence Alpes Agglo est un service de transport en commun sur la commune de Digne-les-Bains.

### Régie des Transports Urbains Dignois
Le réseau de bus RTUD, réseau de la ville de Digne-les-Bains fait partie du réseau. Il possède 5 lignes, numérotés de 1 à 5 et 1 ligne spéciale scolaire dénommée S1.

## Parc de véhicules
En août 2024, le parc d'autobus du réseau Provence Alpes Agglo est composé de 15 véhicules dont 7 minibus et 8 autocars. Au sein de cette flotte, les autres véhicules sont équipés de moteurs Diesel.

### Minibus
| Constructeur  | Modèle               | Nombre | Numéros de parc      | Période de mise en service     | Affectation | Observation |
| ------------- | -------------------- | ------ | -------------------- | ------------------------------ | ----------- | ----------- |
| Erener        | Révolution           | 1      | 214                  | Janvier 2023                   | D1, D4, SE1 | –           |
| Indcar        | Wing                 | 1      | 535                  | Septembre 2017                 | D1, D4, SE1 | –           |
| Iveco Bus     | Daily Line           | 4      | 147, 149 + 2 inconnu | Entre juin 2017 à juillet 2020 | D1, D4, SE1 | –           |
| Mercedes-Benz | Sprinter Transfer 45 | 1      | 485                  | Août 2020                      | D1, D4, SE1 | –           |

### Autocars
| Constructeur  | Modèle        | Nombre | Numéros de parc | Période de mise en service   | Affectation    | Observation |
| ------------- | ------------- | ------ | --------------- | ---------------------------- | -------------- | ----------- |
| Irisbus       | Crossway      | 1      | 729             | Janvier 2011                 | D2, D3, D5, S1 | –           |
| Iveco Bus     | Crossway Pop  | 1      | 414             | Décembre 2015                | D2, D3, D5, S1 | –           |
| Mercedes-Benz | Intouro II    | 1      | 121             | Octobre 2009                 | D2, D3, D5, S1 | –           |
| Mercedes-Benz | Intouro II E  | 2      | 431, 443        | Août 2010                    | D2, D3, D5, S1 | –           |
| Temsa         | LD 13 SB Plus | 3      | 248, 349-350    | Entre mars 2022 et août 2022 | D2, D3, D5, S1 | –           |

### Dépôts
- Le dépôt de Autocars Payan est situé dans la principauté, au 2 Rte de Marseille, 04200 Sisteron
- Le dépôt de SCAL (Société Cars Alpes Littoral) est situé dans la principauté, au Pl. Aimé Gassier, 04400 Barcelonnette